# Unterseeboot 630
L'Unterseeboot 630 ou U-630 est un sous-marin allemand (U-Boot) de type VIIC utilisé par la Kriegsmarine pendant la Seconde Guerre mondiale.
Le sous-marin fut commandé le 15 août 1940 à Hambourg (Blohm & Voss), sa quille fut posée le 23 août 1941, il fut lancé le 12 mai 1942 et mis en service le 9 juillet 1942, sous le commandement de l'Oberleutnant zur See Werner Winkler.
Il fut coulé par un destroyer britannique en mai 1943.

## Conception
Unterseeboot type VII, l'U-630 avait un déplacement de 769 tonnes en surface et 871 tonnes en plongée. Il avait une longueur totale de 67,10 m, un maître-bau de 6,20 m, une hauteur de 9,60 m et un tirant d'eau de 4,74 m. Le sous-marin était propulsé par deux hélices de 1,23 m, deux moteurs diesel Germaniawerft M6V 40/46 de 6 cylindres en ligne de 1 400 cv à 470 tr/min, produisant un total de 2 060 à 2 350 kW en surface et de deux moteurs électriques BBC GG UB 720/8 de 375 cv à 295 tr/min, produisant un total 550 kW, en plongée. Le sous-marin avait une vitesse en surface de 17,7 nœuds (32,8 km/h) et une vitesse de 7,6 nœuds (14,1 km/h) en plongée. Immergé, il avait un rayon d'action de 80 milles marins (150 km) à 4 nœuds (7,4 km/h; 4,6 milles par heure) et pouvait atteindre une profondeur de 230 m. En surface son rayon d'action était de 8 500 milles nautiques (soit 15 700 km) à 10 nœuds (19 km/h). 
L'U-630 était équipé de cinq tubes lance-torpilles de 53,3 cm (quatre montés à l'avant et un à l'arrière) qui contenait quatorze torpilles. Il était équipé d'un canon de 8,8 cm SK C/35 (220 coups) et d'un canon antiaérien de 20 mm Flak. Il pouvait transporter 26 mines TMA ou 39 mines TMB. Son équipage comprenait 4 officiers et 40 à 56 sous-mariniers.

## Historique
En période d'entraînement à la 5. Unterseebootsflottille jusqu'au 31 mars 1943, il rejoint son unité de combat dans la 3. Unterseebootsflottille.
L'U-630 quitte Kiel le 18 mars 1943 pour l'Atlantique Nord. Il rejoint un groupe d'U-Boote opérant contre des convois à l'est de Terre-Neuve.
Le convoi HX-231 est repéré le 4 avril 1943 par l'U-530, tout près de la zone où vient de se constituer la meute Löwenherz. Avec l'aide de quelques isolés, le groupe de sous-marins se lance à l'attaque du convoi et coule six navires pendant les premières vingt-quatre heures. La riposte aérienne puis l'arrivée dans la journée du 5 avril d'un groupe de support en renfort de l'escorte mettent fin aux succès des attaquants, qui perdent le contact le 7 avril. Le convoi arrive ensuite à Liverpool le 10 avril. Après la victoire allemande contre les convois HX-229 et SC-122 et la défaite face au HX-230, la bataille du HX-231 prouve de nouveau l'efficacité des groupes de support renforçant l'escorte d'un convoi attaqué. L'U-630 coule un cargo et un navire marchand britannique de ce convoi, attaqués le jour précédent par l'U-635.
L'U-630 coule le 6 mai 1943 dans l'Atlantique Nord à la position 52° 31′ N, 44° 50′ O, sous l'effet de charges de profondeur du destroyer britannique HMS Vidette.
Les quarante-sept membres d'équipage meurent dans cette attaque.

## Affectations
- 5. Unterseebootsflottille du 9 juillet 1942 au 31 mars 1943 (Période de formation).
- 3. Unterseebootsflottille du 1er avril 1943 au 6 mai 1943 (Unité combattante).

## Commandement
- Oberleutnant zur See Werner Winkler du 9 juillet 1942 au 6 mai 1943.

## Patrouille
|       | Commandant           | Départ       | Départ | Arrivée    | Arrivée | Jours    | Succès   |
| ----- | -------------------- | ------------ | ------ | ---------- | ------- | -------- | -------- |
| 1     | Oblt. Werner Winkler | 18 mars 1943 | Kiel   | 6 mai 1943 | Coulé   | 50 jours | 14 894   |
| Total | Total                | Total        | Total  | Total      | Total   | 50 jours | 14 894 t |

Note : Oblt. = Oberleutnant zur See

### OpérationsWolfpack
L'U-630 opéra avec les Rudeltaktik (meute de loups) durant sa carrière opérationnelle.
- Löwenherz (1er-10 avril 1943)
- Lerche (10-15 avril 1943)
- Specht (22 avril – 4 mai 1943)
- Fink (4-6 mai 1943)

## Navires coulés
L'U-630 coula 2 navires marchands totalisant 14 894 tonneaux au cours de l'unique patrouille (50 jours en mer) qu'il effectua.
| Date         | Nom      | Nationalité | Tonnage | Convoi | Fait  | Localisation         |
| ------------ | -------- | ----------- | ------- | ------ | ----- | -------------------- |
| 5 avril 1943 | Shillong | Royaume-Uni | 5 529   | HX-231 | Coulé | 57° 10′ N, 35° 30′ O |
| 5 avril 1943 | Waroonga | Royaume-Uni | 9 365   | HX-231 | Coulé | 57° 10′ N, 35° 30′ O |